# Nebákov
Hrad Nebákov stával na ostrohu nad Nebákovským rybníkem, zhruba 4,5 km ssv. od Sobotky v okrese Jičín. Lokalita náleží do katastrálního území Roveň u Sobotky obce Mladějov.

## Historie
Archeologické výzkumy, provedené v letech 1925 a 1973, potvrdily založení hradu na konci 13. století. Jedinou historicky doloženou osobou s přímým vztahem ke hradu byla Machna Nebákovská, která v roce 1454 vlastnila statek Obrubce. Na konci 15. století objekt pravděpodobně vyhořel a v roce 1538, kdy patřil pod Roveň, je uváděn jako pustý.

## Popis
Hrad byl chráněn především strmě padajícím svahem ostrohu do údolí Nebákovského rybníka a Žlábky. Dále jej chránil také příkop. Celý objekt zabíral území průměru přibližně 25 metrů. V nejužším místě ostrohu býval další příkop, za nímž se nacházelo vlastní jádro hradu. Hned za příkopem stávala kamenná věž o půdorysu čtverce, snad i s roubenou nástavbou. Následovalo malé nádvoří a za ním další roubená stavba. Celý hrad pak byl obehnán zdí. Do současnosti se ze zástavby nic nedochovalo.